# 레보차

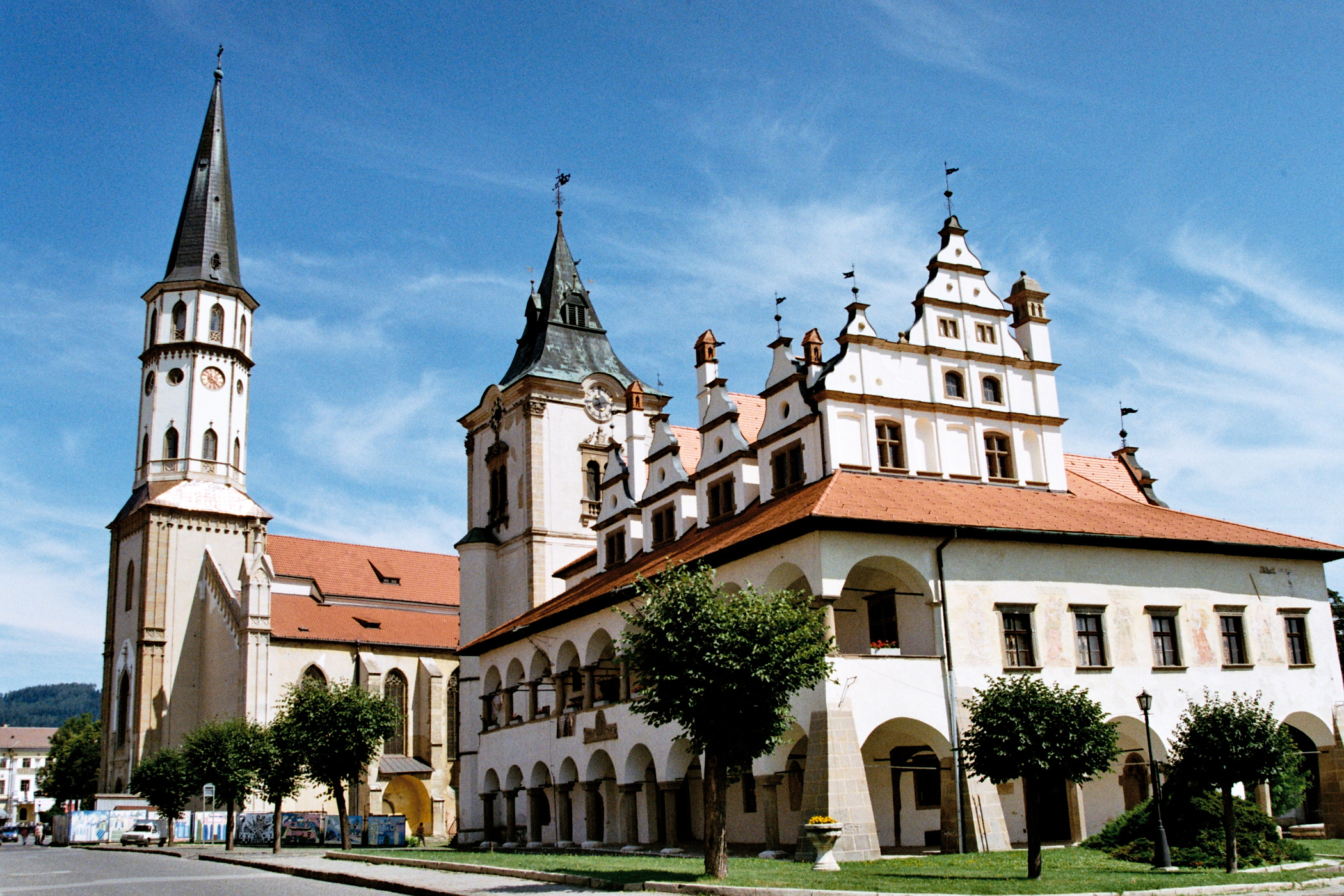
레보차 성 야고보 교회와 구 시청

레보차(슬로바키아어: Levoča, 헝가리어: Lőcse, 독일어: Leutschau)는 슬로바키아 동부 프레쇼우 주에 위치한 도시로 면적은 64.042km2, 높이는 570m, 인구는 14,731명(2006년 기준), 인구 밀도는 230명/km2이다. 르네상스 건축 양식으로 지어진 건물들이 남아 있다. 2009년 6월 28일 유네스코 세계유산으로 지정되었다.

시 문장

## 역사
1241년과 1242년 사이에 있었던 몽골족의 침공으로 파괴된 뒤부터 독일인들이 건설했으며 1249년 문헌에서 "Leucha"라는 이름으로 처음 등장했다. 1317년 왕립 자유 도시로 지정되었고 1321년 도시로 승격되었다. 15세기 폴란드와 헝가리를 연결하는 무역의 경로로 여겨지면서 상업의 중심지로 발전했고 철과 구리, 모피, 가죽, 옥수수, 포도주가 수출되었다. 17세기 합스부르크 왕가에 반대하는 봉기가 일어나기도 했다.